# Seaborough
Seaborough – osada w Anglii, w hrabstwie Dorset. Leży 32 km na północny zachód od miasta Dorchester i 202 km na zachód od Londynu.